# Papyrusfiskaal
De papyrusfiskaal (Laniarius mufumbiri) is een zangvogel uit de familie Malaconotidae (bosklauwieren).

## Verspreiding en leefgebied
Deze soort komt voor in papyrusmoerassen in Oeganda, Rwanda, Burundi, westelijk Kenia en oostelijk Congo-Kinshasa.

## Status
De grootte van de populatie is in 2013 geschat op 2 miljoen volwassen vogels. Er is berekend dat dit aantal in drie generaties met 20% is gedaald door habitatverlies. Op de Rode lijst van de IUCN heeft deze soort daarom de status gevoelig.